# Espesartina
La espesartina, también llamada spessartina, es un mineral de la clase de los nesosilicatos, y dentro de esta pertenece al llamado “grupo de los granates”. Fue descubierta en 1832 en los montes Spessart, en el estado de Baviera (Alemania), siendo nombrada así por esta localización. Sinónimos poco usados son: spessartina, spessartita o granate mandarín.

## Características químicas
Es un aluminosilicato de manganeso. Como el resto de minerales del grupo de los granates al que pertenece, son nesosilicatos que cristalizan en el sistema cristalino cúbico.
Forma una serie de solución sólida con el almandino [(Fe2+)3Al2(SiO4)3], en la que la sustitución gradual del manganeso por hierro va dando los distintos minerales de la serie.
Además de los elementos de su fórmula, suele llevar como impurezas: titanio, hierro, magnesio, calcio, iodo y agua.

## Formación y yacimientos
En un mineral común en rocas magmáticas pegmatitas graníticas, en roca granito y en riolita. También puede formarse en algunas rocas de metasomatismo ricas en manganeso adyacentes a las intrusiones ígneas, así como en áreas de metamorfismo regional.
Suele encontrarse asociado a otros minerales como: cuarzo, feldespato potásico, turmalina, rodonita, piroxmangita, tefroíta, alleghanyita, galaxita, moscovita, topacio, apatito, berilo, albita, bixbyíta o pseudobrookita.

## Usos
Puede ser empleado en la industria como abrasivo.